# Реформаторски блок
Реформаторският блок е бивша центристко-дясна политическа коалиция в България, основана на 20 декември 2013 г.
При учредяването си включва партиите Демократи за силна България, Движение „България на гражданите“ (ДБГ), Съюз на демократичните сили, Народна партия „Свобода и достойнство“ и Български земеделски народен съюз, както и безпартийни, организирани в граждански съвети.

## История
Първоначално твърдо подкрепя правителството, начело с министър-председателя Бойко Борисов. Политици от Реформаторския блок получават министерски постове като коалиционни партньори – Меглена Кунева и Даниел Митов от ДБГ, Петър Москов от ДСБ, Божидар Лукарски от СДС и Николай Ненчев от БЗНС, както и безпартийните Христо Иванов и Тодор Танев.
През декември 2015 г. ДСБ преминава в опозиция поради недоволство от скоростта и дълбочината, в които се провежда съдебната реформа от правителството на Бойко Борисов. Министър Петър Москов запазва длъжността си, но е изключен от ръководството си в ДСБ. Това събитие бележи нов разлом в РБ. Останалите партии остават в управлението. ПГ на РБ не се разцепва. В края на 2016 г. ДСБ окончателно напуска блока. През февруари 2017 г. и НПСД напуска за да се коалира с ДОСТ на Лютви Местан.

### Състав
- Съюз на демократичните сили (СДС), с лидер Румен Христов
- Българска нова демокрация (БНД), с лидер Борислав Великов
- Български демократически форум (БДФ), с лидер Жаклин Толева
- Народен съюз, с лидер Румен Йончев

### Напуснали РБ
- Християндемократическа партия на България (ХДПБ), с лидер Ирина Арабаджиева-Репуц
- Демократи за силна България (ДСБ), с лидер Радан Кънев
- Народна партия „Свобода и достойнство“ (НПСД), с лидер Орхан Исмаилов
- Български Земеделски Народен Съюз, с лидер Николай Ненчев
- Глас народен, с лидер Светослав Витков
- Движение „България на гражданите“ (ДБГ), с лидер Димитър Делчев

## Идеология
В Блока са представени християндемократически и консервативни партии.

## Политически позиции на РБ

### Икономически въпроси
- В икономическата програма на Реформаторския блок от октомври 2013 година е записано въвеждане на прогресивен данък върху доходите на физическите лица с две ставки – нулева за доходите под минималната работна заплата и запазване на ставката от 10% за останалите доходи.[3] През ноември същата мярка е предложена от правителството на Пламен Орешарски.[4]
- Защитава свободата на бизнеса;
- Допуска преосмисляне на задължителната осигурителна тежест;
- Подкрепя свободните пазари и свободния избор на гражданите, домакинствата и фирмите.

### Енергийни въпроси
- Апелира за създаването на Общ енергиен съюз, в който всички европейски страни да купуват природен газ на едро. Според тях така ще се намали газовата зависимост от Руската федерация;[5]
- Счита, че преди да се предприеме строителство на 7-и блок на АЕЦ „Козлодуй“, е необходим публичен дебат;[6]
- Подкрепя газовата диверсификация и намаляване зависимостта от Руската федерация.

### Външнополитически въпроси
- Подкрепя членството на България в ЕС и НАТО.

### Въпроси, свързани със съдебната власт
- Реформаторският блок настоява за реформи и в съдебната система.
  - Разделяне на ВСС на две колегии: съдийска и прокурорска. Паритет при членовете на прокурорската колегия – равен брой излъчени от НС и от прокурорската общност.
  - Отчетност на главния прокурор.
  - Явно гласуване при вземането на решения на ВСС.

## Парламентарна дейност

### XLIII НС
На 21 октомври 2015 г. депутати от РБ (Радан Кънев, Иван Иванов, Гроздан Караджов, Атанас Атанасов и др.) внасят законопроект в деловодството на НС със следните по-съществени предложения:
- Отчетност на прокуратурата;
- Скъсяване мандатите на председателите на ВАС и ВКС, както и този на главния прокурор – от 7 на 5 години, а за ВСС – от 5 на 3 години;
- Възможност за отстраняване на главния прокурор и механизъм, по който той да се отчита;
- Явно гласуване на кадровите решения на ВСС.[7]

## Участия в избори

### Европейски парламент
Водач на листата на РБ за европейските избори е Меглена Кунева, втори в листата е Светослав Малинов. На изборите, Реформаторският блок печели 6,45% от гласовете или малко над 140 000 гласа и реализира един мандат в Европейския парламент, в групата на Европейската народна партия. Поради получения по-висок преференциален вот от избирателите на РБ, Малинов измества Кунева от първото място в листата и заема спечеленото от блока място в парламента.
| Избори | # на спечелените места | # на спечелените гласове | % от народния глас | Място сред участниците |
| ------ | ---------------------- | ------------------------ | ------------------ | ---------------------- |
| 2014   | 1 / 17                 | 144 532                  | 6,45%              | 5-и                    |

### Парламентарни избори
На изборите за XLIII народно събрание на 5 октомври 2014 г. РБ е в състав от 7 партии: ДСБ, СДС, ДБГ, БЗНС, НПСД, Българска нова демокрация и Християндемократическа партия на България.
| Избори | # на спечелените места | # на спечелените гласове | % от народния глас | Място сред участниците |
| ------ | ---------------------- | ------------------------ | ------------------ | ---------------------- |
| 2014   | 23 / 240               | 291 806                  | 8,89%              | 4                      |
| 2017   | 0 / 240                | 107 399                  | 3,06%              | 6                      |

В началото на работата на XLIII НС след поредица от преговори Реформаторският блок подписва коалиционно споразумение от 20 точки с водещата десноцентристка партия ГЕРБ и с подкрепата на Патриотичния фронт и АБВ на 7 октомври съставя и избира правителството „Борисов 2“. В него блокът е представен от Меглена Кунева (ДБГ, заместник министър-председател по координация на европейските политики и институционалните въпроси), Николай Ненчев (БЗНС, министър на отбраната), Даниел Митов (гражданска квота, министър на външните работи), Христо Иванов (гражданска квота, министър на правосъдието), проф. Тодор Танев (гражданска квота, министър на образованието и науката), д-р Петър Москов (ДСБ, министър на здравеопазването) и Божидар Лукарски (СДС, министър на икономиката).
След първоначалното преразпределение на мандатите вследствие на назначаването на депутати за министри и заместник-министри към 16 ноември 2014 г. парламентарната група на Реформаторския блок се състои от 7 представители на ДБГ, 5 на ДСБ, 4 от СДС, по 1 от НПСД и БНД, 4 от гражданската квота и 1 несвързан с партийните и коалиционните структури.

### Местни избори

#### 2015
Реформаторският блок взима 4 кметски поста в областните центрове.
Реформаторският блок взима 10 общински постове.

### Президентски избори

#### 2016
Коалицията „Реформаторски блок“ (Реформаторски блок (ДСБ, СДС, БЗНС, ДБГ, НПСД) и Българска нова демокрация) участва на президентските избори през 2016 г. с кандидат за президент Трайчо Трайков и кандидат за вицепрезидент Съби Събев. На първи тур двамата получават 224 734 действителни гласа (5.87%) и отпадат от надпреварата.